# Éric Jacquinet
Pour les articles homonymes, voir Jacquinet.
Éric Jacquinet est un prêtre français du diocèse de Lyon, membre de la Communauté de l'Emmanuel. Il a été responsable de la section jeunes du Conseil pontifical pour les laïcs.

## Repères biographiques
Éric Jacquinet est né en 1962 à Reims, il a été de 10 à 18 ans pensionnaire à Saint-Joseph de Reims. Il est ingénieur diplômé de l'ICAM de Lille. 
Il devient membre de la Communauté de l'Emmanuel en 1985 puis séminariste au sein de cette communauté.  Il est ordonné prêtre en 1992 pour le diocèse de Lyon.

## Missions
Après avoir été vicaire à la cathédrale Saint-Jean de Lyon, Éric Jacquinet a été nommé en 1996 curé de Saint-Nizier, première paroisse confiée à la communauté de l'Emmanuel dans l'archidiocèse de Lyon.
Il est nommé en 2005 curé de la paroisse de Vénissieux en banlieue lyonnaise.
De 2008 à 2013, il est nommé à la curie romaine comme responsable de la section jeunes du Conseil pontifical pour les laïcs où il est en particulier chargé de la préparation des JMJ (Journées mondiales de la jeunesse). Au nom du Saint-Siège, il supervise les JMJ de Madrid en 2011 et celles de Rio en 2013.
En 2014, il devient curé de la paroisse de Talence (Gironde) après avoir été curé de la paroisse du Sacré-Cœur de Bordeaux durant un an.
Le 1er septembre 2024,  il est nommé administrateur de l'église Saint-Nizier à Lyon en remplacement de Charles Rochas. Ce prêtre avait été écarté en juin par l'archevêque Olivier de Germay en raison de fortes dissensions parmi les paroissiens à son sujet : les uns l'accusant d'abus de pouvoir, les autres lui apportant leur soutien.
Le dimanche 8 décembre 2024, Éric Jacquinet prononce une homélie, critiquée sur le réseau social X, dans laquelle il s'en prend à certains de ses paroissiens, toujours divisés quant à l'éviction en juin du précédent curé : « Si, depuis six mois, vous êtes tentés de reparler des événements qui se sont passés ici, le 2 juin en particulier, sachez que vous risquez fortement d’être pris par l’orgueil et l’œuvre du Malin. […] Taisez-vous. Au nom du Seigneur, taisez-vous. En clair, langues de vipères, taisez-vous, une bonne fois pour toutes. [...] Taisons-nous face au mal. »
Selon Rue89 Lyon, cette mise en garde contre l'action du démon, à l'intention de ceux qui « médisent », a été très mal reçue sur X (Twitter), au-delà de la querelle interne à la paroisse de Saint-Nizier  car, selon différents internautes, elle est en lien avec l'omertà qui a entouré l'affaire Bernard Preynat à Lyon et des cas d'abus sur majeurs dans la communauté de l'Emmanuel dont il est l'un des membres. 
Sur le site de la paroisse, Éric Jacquinet se défend dans son homélie du 15 décembre d'avoir cherché à « cautionner le silence face aux abus dans l’Eglise » par des paroles qu'il estime « coupées et retirées de leur contexte [qui] laissaient sous-entendre qu’il faudrait se taire face à des abus ».

## Apostolats et sujets d'étude
À Lyon, le père Éric Jacquinet a fondé SOS-Prière Lyon (service catholique d'écoute et prière au téléphone). Après avoir accompagné des soignants, il a coécrit un livre sur la compassion.
Éric Jacquinet a mené pendant plusieurs années un travail de recherche et d'accompagnement pour les divorcés remariés dans l'Église, qui a abouti notamment à la création de parcours à Paray-le-Monial pendant les sessions d'été et à l'écriture d'un livre. Sur ce sujet, il a participé à la création de « Miséricorde et vérité », un groupe de travail regroupant des laïcs, des prêtres, des évêques dans la suite du travail du père Jacques Nourrissat.
À partir de 2012, après avoir accueilli plusieurs personnes concernées, il anime un groupe de travail sur les addictions à la pornographie qui a abouti en juillet 2016 à la publication d'un parcours pour sortir de l'addiction sexuelle et à des conférences partout en France,.

## Publications
- 1996 : Découvrir Paray-le-Monial, en collaboration avec Bernard Peyrous, Yves le Saux et Yves de Boisredon, Éditions de l'Emmanuel.
- 1999 : La compassion, aimer jusqu'au bout, en collaboration avec Odile Terra, Éditions de l'Emmanuel (4e édition)
- 2008 : Fidèles jusqu'à l'audace, un chemin nouveau pour les divorcés remariés dans l'Église, en collaboration avec Jacques Nourissat, Salvator.
- 2011 : Frappez et l'on vous ouvrira, redécouvrir les visites à domicile, en collaboration avec Yves Guerpillon, Éditions de l'Emmanuel.
- 2016 : Libre pour aimer, sortir de la pornographie, en collaboration. Éditions Emmanuel.